# Nisse Edwall
Nils Johan "Nisse" Edwall, född 27 februari 1980 i S:t Matteus församling i Stockholm, är en svensk programledare och skådespelare som är född och uppvuxen i Vega söder om Stockholm. Han är även kursledare för unga producenter på Fanzingo i Botkyrka kommun.

## Karriär

### TV och radio
Edwall inledde sin programledarkarriär i MTV:s talkshow Hej kom och hjälp mig.
Hösten 2006/våren 2007 ledde han Bingo Royale tillsammans med Mona Seilitz och artisten Andreas Kleerup.
Han har även varit med i TV-programmen Sexuellt som visats på ZTV, och programledare för UR:s ungdomsprogram Ramp och Här har du din mat.
Sedan 2011 har han varit programledare för radioprogrammen Hångla med P3 och Ligga med P3 i Sveriges Radio P3. Våren 2012 var han webbprogramledare under Melodifestivalen 2012. 2013 startade han ett eget radioprogram i SR P3, nämligen Nisses fredag.
2 september 2013 blev han programledare för den nya frågesporten Bullseye i TV4.

### Scenframträdanden
År 2008 spelade Edwall Jean i August Strindbergs Fröken Julie på Dramalabbet i Stockholm.

### Podcast
Nisse Edwall gör tillsammans med Manne Forssberg Pappapodden, vilken publiceras varje måndag.